# 허셜 400 천체 목록
허셜 400 천체 목록은 윌리엄 허셜이 NGC 목록에서 가장 볼 만한 NGC 대상 400개를 정리해 놓은 목록이다

## 분류
이 목록은 허셜 400,
허셜 400 part 2, 허셜 400 part 3으로 나뉘어 있다.

## 포함되는 천체
메시에 천체 17개(M20, M33, M47, M48, M51b, M61, M76, M82, M91, M102, M104, M105, M106, M107, M108, M109, M110), 콜드웰 목록 54개(C2,C6,C7,C8, C12 등)가 포함되어있다.

## 허셜 400 천체의 구성
- 은하(Galaxy): 231개
- 산개 성단(Open Cluster): 100개
- 구상 성단(Globular Cluster): 34개
- 성운(Nebula): 6개
- 행성상 성운(Planetary Nebula): 24개
- 성단+성운(하나의 대상): 5개

## 같이 보기
- 분류:IC 천체
- 분류:NGC 천체
- 콜드웰 목록
- IC 목록
- 신판일반목록